# 黑马神拼
黑马神拼是一种汉语拼音输入法，由北京黑马飞腾科技有限公司制作，最新版本为“黑马神拼2001”。

## 主要特色
- 智能整句输入，转换准确率高，采用基于马尔可夫信源（英语：Markov information source）模型算法。
- 具备专业级词库大容量通用词库和学科词库。
- 全拼、双拼、简拼混合输入，自动准确分割拼音。
- 中英文、数字、标点混合录入。
- 自动纠错、智能学习。

## 当前状态
由于商业原因，黑马神拼已经停止更新；官方网站曾经声称有速记专业版正在开发之中，但后来有否认了这种说法。

## 历史版本
- 黑马神拼（速记专业版）：（版本从未发行,但研发计划已永久性终止）
- 黑马神拼2001：2001年3月推出
- 黑马2000（HM2000）：1999年6月推出（For PWin9x & NT4.0）
- 黑马3.0：1997年12月推出（For Win3.1&95&98）
- 黑马2.0：1996年12月推出（For Win3.1&Win95）
- 黑马1.0：1996年4月推出（For Dos）